# Moradias Atenas (Maringá)
Moradias Atenas é um bairro localizado na zona oeste de Maringá .

## História
- O bairro Moradias Atenas surgiu em 2001 e a associação dos moradores, a ACMA, foi criada em agosto de 2008.[1]
- O Moradias Atenas é um bairro pequeno e afastado, sendo que, até há alguns anos, muitas pessoas só tinham conhecimento da existência do bairro devido às  placas de indicação, colocadas na Avenida Alziro Zarur, no Ney Braga. Porém, o bairro ganhou espaço na mídia por causa de invasões que passaram a ocorrer em casas populares construídas na localidade.
- Os vereadores de Maringá aprovaram em uma sessão, no dia 29/03/2012, em primeira discussão e por unanimidade, o projeto que denomina a Rua 19.139, no bairro Moradias Atenas, de Aristeu Carnaval, policial que morreu em confronto e atuou por mais de dez anos na 9ª Subdivisão Policial (SDP).[2]

### Futuro
- O Moradias Atenas, que sempre foi isolado e sem muita infraestrutura, vem passando, nos últimos anos, por um processo de maior integração com a cidade. A construção do Contorno Norte de Maringá, transformou a única via de acesso ao bairro, a Avenida Sabiá, em uma rodovia, que tornou possível sua ligação com o bairro vizinho, o Paris, e também com vários outros bairros, cortados por este anel viário. O lançamento do loteamento Jardim Guairaçá é um exemplo do desenvolvimento que está ocorrendo no bairro.